# Иљушин Ил-8
Иљушин Ил-8  је једномоторни совјетски јуришни бомбардер развијен током 1942. године са наменом да замени авион Ил-2. Уградњом новог мотора добио се бржи авион али мање покретан. Тоталним редизајном овог прототипа добио се авион Ил-10

## Пројектовање и развој
Конструкциони биро Сергеја Иљушина је у лето 1942. године добио захтев за разраду тешког јуришног авиона са носивошћу од 1.000 kg бомби. Он се определио за модификацију постојећег јуришника Ил-2 са новим појачаним мотором Микулин АМ-42 уместо Микулина АМ-38 који је погонио Ил-2. Радни назив овог пројекта је назван према мотору АМ-42, али убрзо је пројект преименован у Ил-8. Иновације у односу на Ил-2 су биле следеће: побољшан је систем хлађења уља и расхладне течности мотора, стрелац је добио оклоп и нови митраљез калибра 12,7 mm на флексибилном постољу, предње наоружање је било исто као код претходника али са повећаном залихом муниције, Труп авиона је био продужен за 1,4 m, повећан је стајни трап да би могао да прихнати већи пропелер.
Направљена су два прототипа један са дрвеном конструкцијом трупа а други са металном конструкцијом трупа и топовима од 37 mm. Први пробни лет је направљен 10. маја 1943. године. Током испитивања Ил-8 је био бржи за 50 km/h од Ил-2, пењао се 15% брже а радијус му је био скоро дупло већи. Мотор АМ-42 је био још у развојној фази, био је непоуздан, неуравнотежен и доста је димио. Нови авион је у односу на Ил-2 био мање покретан у хоризонталној и вертикалној равни. Државна комисија за тестирање је одобрила авион за производњу под условом да се отклоне недостаци.
Направљен је нови побољшани прототип који је био бољи од претходних али пошто је већ тестиран прототип авиона Ил-10 испоставило се да је Ил-8 инфериорнији од њега. Из тог разлога је обустављен даљи развој овог авиона.

### Наоружање
- 2 x 23mm фиксна топа,
- 2 x 7,62 mm kg митраљеза,
- 1 x 12,7 mm покретни митраљез,
- до 800 kg. бомби подвешаних испод крила авиона,

## Оперативно коришћење
Посаду авиона Ил-8 сачињава 2 чланова: пилот и стражњи стрелац. До оперативног коришћења авиона Ил-8 није дошло јер је у међувремену направљен бољи авион Ил-10. Направљено је укупно 3 примерака ових авиона као прототипови.

## Земље које су користиле овај авион
| - СССР |